# إسرا غولر
إسرا غولر (بالتركية: Esra Güler)‏ هي لاعبة كرة قدم تركية، ولدت في 22 نوفمبر 1994 في أنطاليا في تركيا. شاركت مع منتخب تركيا تحت 21 سنة لكرة القدم للسيدات. أما مع النوادي، فقد لعبت مع 1207 Antalya Spor ‏.